# Region Timbuktu
Die Region Timbuktu liegt im Norden Malis und war bis zur Abtrennung von Taoudénit die größte Region des Landes mit Timbuktu als Hauptstadt. Sie hat 681.691 Einwohner (Zensus 2009).
Die Region ist in fünf Kreise gegliedert:
- Timbuktu
- Diré
- Goundam
- Niafunké
- Gourma-Rharous